# Peter Geyer
Peter Geyer (* 11. Dezember 1952 in Nürnberg) ist ein ehemaliger deutscher Fußballspieler, der insgesamt 256 Bundesligaspiele für Borussia Dortmund, Eintracht Braunschweig und Tennis Borussia Berlin absolvierte.

## Karriere
Geyer, er war vom saarländischen FC Homburg nach Franken gekommen, spielte zwischen 1971 und 1974 für den 1. FC Nürnberg in der damals noch zweitklassigen Regionalliga Süd. 1974 gelang mit dem Erreichen des 2. Platzes der Aufstieg in die neu gegründete 2. Bundesliga Süd, Geyer wechselte jedoch im gleichen Jahr zum Bundesligisten Tennis Borussia Berlin. Seinen ersten Bundesligaeinsatz hatte er am 24. August 1974 (1. Spieltag) bei der 0:5-Niederlage bei Eintracht Braunschweig. Gleich im zweiten Spiel eine Woche später erzielte Geyer drei Treffer beim 4:0-Erfolg über Werder Bremen. Auch in seinem dritten Spiel war er einmal erfolgreich. In seiner ersten Saison 1974/75 erzielte er neun Tore in 37 Pflichtspielen.
Nach nur einem Jahr in Berlin wechselte der Stürmer zu Borussia Dortmund in die 2. Bundesliga Nord. Dort erzielte er in 37 Spielen 13 Tore und hatte damit maßgeblichen Anteil am Erreichen der Relegation zum Aufstieg in die Bundesliga. Auch im Relegationsrückspiel gegen seinen Ex-Verein 1. FC Nürnberg konnte sich Geyer einmal in die Torschützenliste eintragen. Mit zwei Siegen gelang den Dortmundern der Aufstieg in die Bundesliga. In den kommenden fünf Jahren war Geyer Stammspieler bei der Borussia und erzielte in 159 Partien 25 Tore. Zwischen 1977 und 1979 kam er in der deutschen B-Nationalmannschaft zu sieben Einsätzen.
Kurz nach Beginn der Saison 1981/82 wechselte Peter Geyer zum Ligakonkurrenten Eintracht Braunschweig. Lief es in der ersten Saison noch gut in Braunschweig, so kam er in den kommenden zwei Jahren nicht mehr so regelmäßig zum Einsatz wie er es aus Dortmund gewohnt war.
Insgesamt absolvierte Geyer in seiner Karriere 256 Bundesligaspiele (41 Tore), 37 Zweitligapartien (13 Tore) und 22 Einsätze im DFB-Pokal, in denen er zwölfmal zu einem Torerfolg kommen konnte.
Nach dem Ende seiner Laufbahn berichtete er 1994, dass er selbst und auch seine Mannschaftskameraden regelmäßig das Dopingmittel Captagon eingenommen haben.